# Гриненки
Гриненки (укр. Гриненки) — село на Украине, находится в Немировском районе Винницкой области.
Код КОАТУУ — 0523082901. Население по переписи 2001 года составляет 461 человек. Почтовый индекс — 22873. Телефонный код — 4331.
Занимает площадь 1,84 км².

## Адрес местного совета
22873, Винницкая область, Немировский р-н, с. Гриненки

## Административно-территориальное деление
Село относится к историко-этнографическому региону Подолье.

## Сецинский Е. Приходы и церкви Подольской епархии 1901 г.
Гриненки с,— расположено на ровном месте, при почтовой дороге из м. Тульчина в г. Брацлав, в 6 вер. от последнего по направлению к югу; ж.-д. ст. «Журавлевка» в 25 вер. Местность здоровая; почва чернозёмная. Как давно существует село — с точностью неизвестно. Можно предполагать, что оно заселено в первой половине XVIII в., так как в 1765 г. была построена первая церковь. С XVIII в. до 70-х годов XIX в. имение принадлежало Потоцким, затем Строгановым, а теперь принадлежит Удельному Ведомству. Прихожан теперь муж. п. 613 и жен. 594; кроме того, в Г. есть 9 евреев. Прихожане — крестьяне-малороссы, занимаются хлебопашеством. Первый храм в Г.— Иоанно-Богословский; был устроен в 1765г. по разрешению униат. Холмского епископа Максимилиана Рылло (Кн. визит IV, №90). Эта церковь была трехкупольная, 16 арш. длины и 6 арш. ширины, с четырехъярусным иконостасом. После постройки в Г. нового храма, старый был продан за 350 р. крест, обществу дер. Петрашовки, приписной к м. Печере, для постройки там из этого материала нового храма. При старом храме была отдельная колокольня, построенная в 1858 г. администратором Тушинского имения Афанасием Абазою; эта колокольня также разобрана после постройки новой церкви. Последняя, ныне существующая, церковь построена в 1885—1891 гг. на новом месте (на отведенной обществом крестьян усадьбе). На постройку церкви отпущено из суммы, завещанной быв. владельцем села Михаилом Потоцким, 18854 р. Храмозданная грамота выдана преосвященным Иустином 27 июня 1885 г.; освящено здание благочинным А. Боржковским 25 сентября 1891 г. во имя св. Ап. Иоанна Богослова. Здание сей церкви — кирпичное, однокупольное, с колокольней вместе; длина его 30 арш., ширина в крестовой средней части 10 арш., в остальных частях 8 арш., высота до креста 33 арш. Церковь ограждена кирпичной оградой с железными воротами. Священниками в Г. были: Петр Бялковский с 1825 по 1845 г., служивший членом Брацлавского Духовного Правления; при нем увеличен был надел церковной земли помещиком Потоцким с 33 дес. до 61 дес; затем священствовал в Г. сын его Николай Бялковский до 1868 г. и Виктор Янковский (умер в 1896 г.); при нем построена нынешняя церковь. Церк. земли теперь всего 72 д. 168 саж., в том числе усад. 2 д. 2044 с, хутора 2 д. 1244 саж., сенок. 9 дес. и неудобной 1дес. 1040 саж.; остальная пахотная. Причт, помещения устроены в 1885—1886 г. по закону 1872 г. Церк.-прих. школа с 1893 г.; помещается в кирпичном доме, устроенном в 1893 году.
О с. Гриненках см. Под. Еп. Вед. 1875 г., № 20.

## Метрические книги по селу Гриненки, находящиеся на хранении в ГАВиО
1. Подільська губернія;
2. Подільська єпархія;
3. Івано-Богословська церква с. Гриненки Брацлавського повіту Подільської губернії;
4. с. Гриненки;
5. Народження: 1846: ф.799, оп.1, спр.133а;
6. Шлюб: 1846: ф.799, оп.1, спр.133а;
7. Смерть: 1846: ф.799, оп.1, спр.133а;